# 3788 Steyaert
A 3788 Steyaert (ideiglenes jelöléssel 1986 QM3) a Naprendszer kisbolygóövében található aszteroida. Henri Debehogne fedezte fel 1986. augusztus 29-én.